# Stade Canac
Vous pouvez aider à l'améliorer ou bien discuter des problèmes sur sa page de discussion.
- Il ne cite pas suffisamment ses sources. Vous pouvez indiquer les passages à sourcer avec {{référence nécessaire}} ou {{Référence souhaitée}}, et inclure les références utiles en les liant aux notes de bas de page. (Marqué depuis juin 2022)
- Il ne s’appuie pas, ou pas assez, sur des sources secondaires ou tertiaires. (Marqué depuis juin 2022)

- Archive Wikiwix
- Bing
- Cairn
- DuckDuckGo
- E. Universalis
- Gallica
- Google
- G. Books
- G. News
- G. Scholar
- Persée
- Qwant
- (zh) Baidu
- (ru) Yandex
- (wd) trouver des œuvres sur Wikidata

Le Stade Canac, appelé Stade municipal de Québec jusqu'en 2016, est un stade de baseball situé à Québec, au Canada. Il peut accueillir 4 297 spectateurs et il est le domicile des Capitales de Québec évoluant dans la Ligue Frontière.

## Historique

### Construction

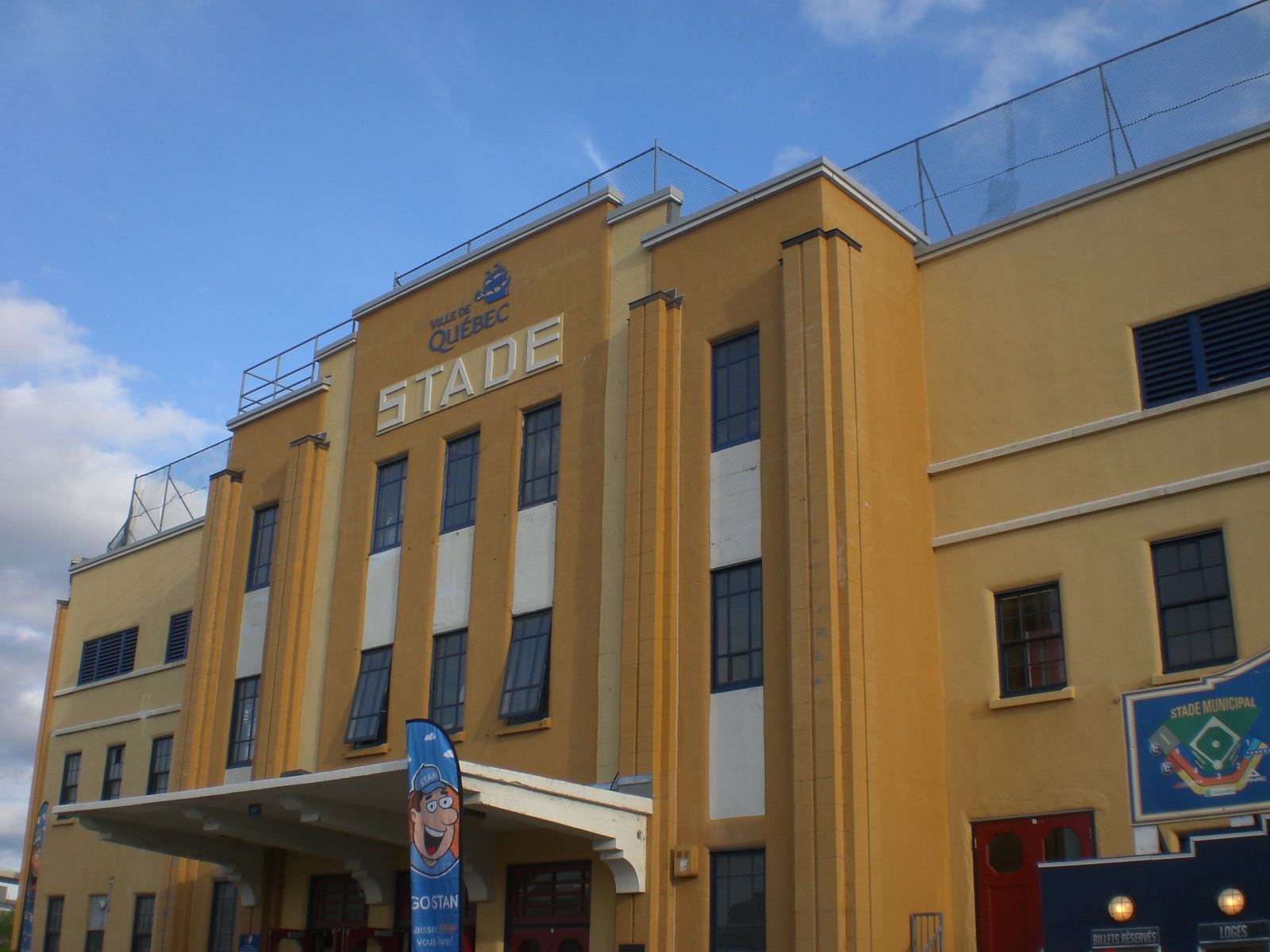
Entrée principale.

La construction du Stade municipal au Parc Victoria remonte à 1938. Le premier ministre québécois de l'époque, Maurice Duplessis, grand fan de baseball, prend lui-même la décision d'octroyer les fonds pour sa construction.
Son gouvernement souhaitait donner du travail aux nombreux chômeurs frappés durement par la grande dépression. Ainsi, on développa un projet d'aménagement du Parc Victoria qui incluait la construction d'un stade de baseball.
C'est à l'architecte Jules Caron que l'on demande de concevoir les plans. Ces derniers seront aussi utilisés pour la construction du Stade Quillorama de Trois-Rivières. Les coûts pour la construction à Québec sont estimés à 150 000 $.
Les travaux débutent en avril 1938 et se terminent à la fin de la saison estivale. Le premier match y sera disputé le 14 mai 1939. Plus de 5 000 spectateurs assistent à cette rencontre. Les Athlétiques de Québec l’emportent 6 à 5 en 10e manche contre Trois-Rivières, toutes les deux membres de la Ligue provinciale de Baseball. La première partie en soirée sera disputée le 5 juin 1939, car la pluie avait empêché les Athlétiques de disputer leur rencontre la veille.

### Années 1940 à 1977

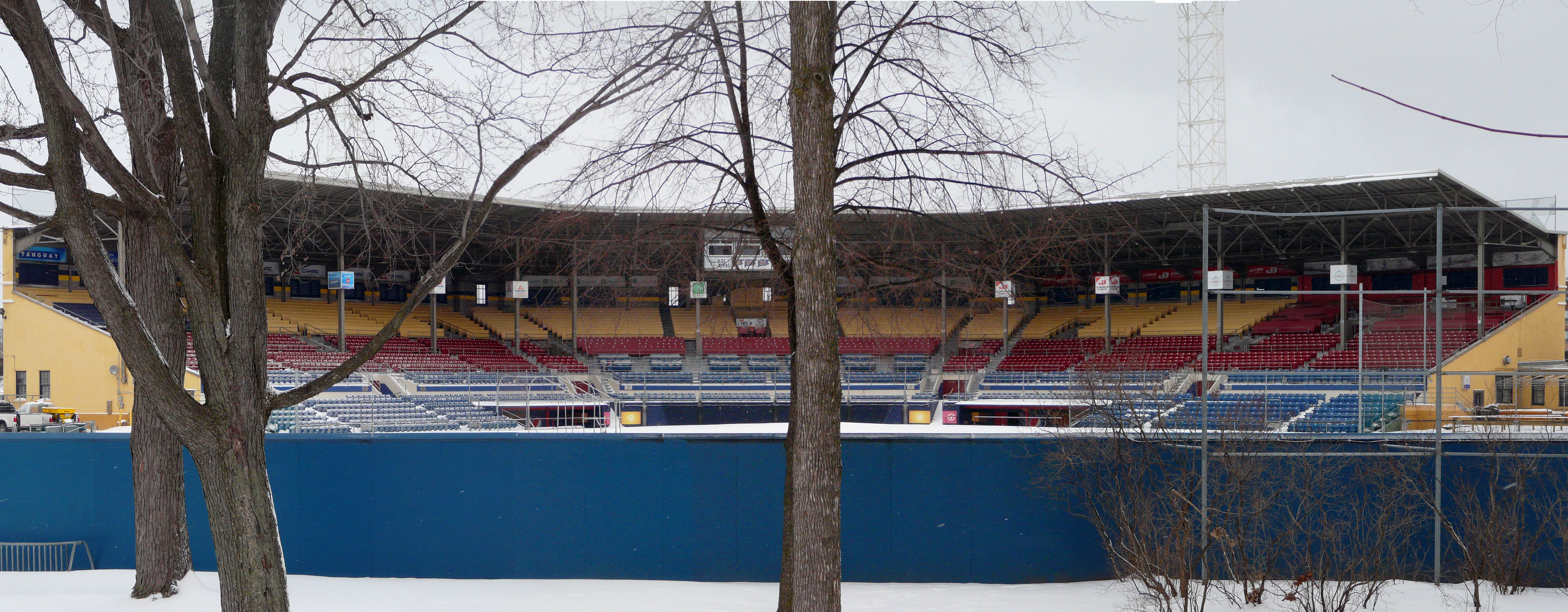
Vue des gradins, en 2014.

Le milieu des années 1940 annonce le début de l'âge d'or du baseball à Québec et le Stade municipal est régulièrement rempli. Ainsi, en 1948, malgré une saison des Braves de Québec en dents de scie, plus de 144 000 spectateurs franchissent les tourniquets du Stade. De 1948 jusqu'en 1955 les Braves n'attirent jamais moins de 100 000 spectateurs par saison. Au cours de l'été 1953, les Braves de Milwaukee de la Ligue nationale viendront disputer une rencontre hors-concours qu'il remporteront 8-0 devant 7 368 spectateurs, ils reviendront en 1955.
Après quelques saisons plus tranquilles, le stade se remet à vibrer en 1969, alors que les Expos de Montréal sont admis au sein de la Ligue nationale et qu'ils installent leurs filiale de niveau AA à Québec, les Carnavals, qui y jouent leurs parties locales dès 1971. Pendant quelques saisons, plus de 150 000 spectateurs viendront voir les futures vedettes des Expos. En 1977, les Expos déménagent leur filiale de Québec et le stade restera silencieux pour 18 ans.

### Années 1990 et 2000
Cette situation entraînera un dépérissement progressif de l’édifice. Si bien, qu’au milieu des années 1990, la ville de Québec jongle avec l’idée de le démolir. Le Comité de Relance du Stade et un groupe voulant y installer une équipe de baseball junior ravivent l’intérêt de la population pour le stade. Le 6 mai 1995, le baseball renaît au Stade, alors que les Diamants de Québec y disputent un premier match devant 800 personnes dans un bâtiment alors en très piteux état. Malgré tout, plus de 27 000 visiteurs verront les Diamants y disputer leur première saison dans la Ligue de baseball junior élite du Québec.
En 1999, après plus de 1 million en investissements par la ville de Québec, le stade accueille du baseball professionnel à nouveau alors que les Capitales de Québec de la Ligue Northern arrivent. En 2001, ils attirent plus de 148 000 personnes. Puis en 2004, 165 014 spectateurs auront passé une soirée au Stade municipal pour voir les Capitales.

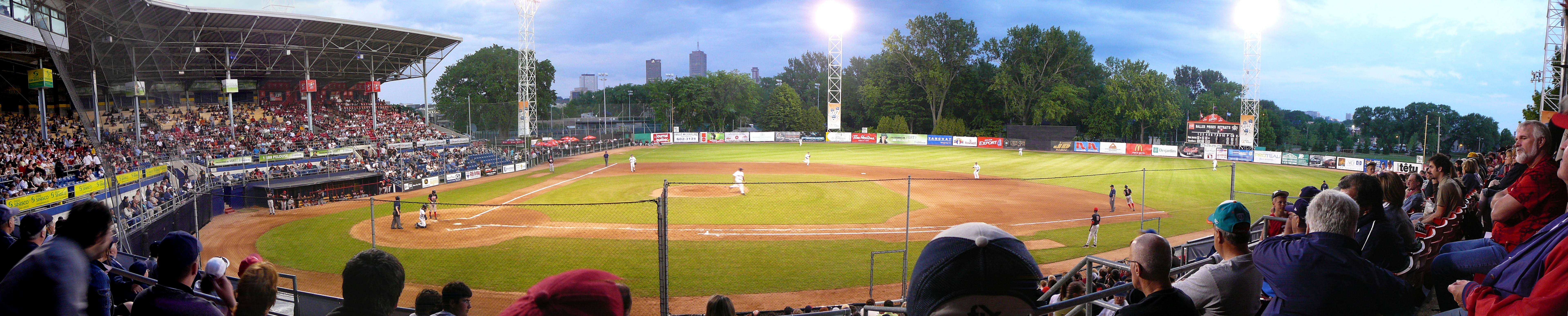
Match des Capitales contre New Jersey au Stade municipal de Québec.

### Années 2010 et 2020
Le 7 octobre 2016, une nouvelle dénomination est attribuée au stade pour le 1er janvier 2017. Le stade prend le nom de Stade Canac à l'occasion de la venue d'un nouvel organisme, Complexe de baseball Victoria, qui s'occupera de la gestion, de l'exploitation, de l'entretien et de l'administration du lieu. La Ville accorde au nouvel organisme les droits d’identification du stade. Un partenariat financier avec le Groupe Laberge, propriétaire de la chaîne de quincaillerie Canac est alors conclu. La Ville de Québec demeure propriétaire de l'édifice.
Le 9 juillet 2021, la capacité du Stade Canac a été diminuée en raison d'enlèvement de bancs jaunes, ce qui a fait diminué la capacité d'environ 500 personnes. Ces rénovations ont durées jusqu'au 28 juillet, juste à temps pour l'arrivée d'Équipe Québec le 31 juillet, une équipe temporaire qui a remplacé les Capitales pour la saison 2021. La nouvelle capacité listée est de 4 297 places assises.
Le 27 septembre 2022, il est mentionné que des réflexions sur l'avenir du Stade ont lieu à la ville de Québec. Des plans de rénovations, des plans de démolition du stade pour le remplacer par un nouveau qui pourrait être situé à l'endroit ou se situe le Colisée de Québec
Le 30 novembre 2022, la Ville de Québec annonce l'investissement de 11,35 M$ sur 5 ans afin de rénover le stade, confirmant son intention de le maintenir à son emplacement actuel.
Le 9 mai 2024, la Ville de Québec annonce un plan décennal d'immobilisation pour réaliser une cure de rajeunissement sur le Stade. Le plan est d'une durée de 4 ans jusqu'en 2028 : 
Prévus de 2024 à 2028, les travaux comprendront :
- Le remplacement de l’éclairage du terrain et de la sonorisation (2024);
- La réalisation de travaux de ragréage structuraux (2025 à 2028);
- La réfection complète des façades extérieures (2026-2027);
- L’amélioration de l’accessibilité universelle (2026-2027);
- Le remplacement du garage d’entretien (2026-2027);
- La réfection des espaces intérieurs et des dalles de béton (2026 à 2028);
- La démolition et la construction d’une nouvelle annexe pour l’administration, secteur est (2027-2028).

## Équipes et ligues

### Ligue provinciale
- Athlétiques de Québec - Ligue provinciale - 1939-1942
- Alouettes de Québec - Ligue provinciale - 1946-1948
- Braves de Québec - Ligue provinciale - 1949-1955 - Champions de la ligue en 1949, 1950, 1952, 1953, 1954, 1955
- Indiens de Québec - Ligue provinciale - 1957-1970

### Ligue Eastern
- Carnavals de Québec - Eastern League - 1971-1975
- Métros de Québec - Eastern League - 1976-1977

### Ligue junior élite du Québec
- Diamants de Québec - Ligue de baseball junior élite du Québec - 1995-****  - Champions de la ligue en 2004, 2010-2011, 2014, 2017, 2019-2020. Champions des séries en 2011, 2014-2015, 2019

### Ligues Northern et Northeast
- Capitales de Québec - Ligue northern - 1999-2002
- Capitales de Québec - Ligue northeast - 2003-2004

### Ligues Cam-Am et Frontière
- Capitales de Québec - Ligue Can-Am de Baseball - 2005-2019 - Champions de la ligue en 2006, 2009 à 2013, 2017
- Capitales de Québec - Ligue Frontière - 2020-**** -  Champions de la ligue en 2022, 2023 et 2024

### Spectacles
- 19 juin, 17 juillet 1946 : Orchestre symphonique de Québec
- 14 juillet 1946 : Georges Thill
- 11 septembre 2021 : Voivod - Despised Icon